# Clasificación de UEFA para la Copa Mundial de Fútbol de 1974
Para la Copa Mundial de Fútbol de 1974 de Alemania Federal, la UEFA disponía de 9,5 plazas de las 16 totales del mundial. Una plaza estaba asignada directamente para Alemania Federal, por ser el país anfitrión, por lo que un total de 32 selecciones se disputaron 8,5 plazas.
Los 32 equipos se repartieron en nueve grupos, cinco de ellos con cuatro equipos y el resto con tres. El primer clasificado de cada grupo se clasificaba automáticamente para el mundial, a excepción del ganador del grupo 9, que debía jugar antes un play-off con un representante de la zona CONMEBOL. Si dos equipos empataban a puntos se desempataba teniendo en cuenta la diferencia de goles acumulada, y en caso de persistir el empate, ambos equipos deberían jugar un partido en campo neutral, para decidir el que se obtenía la clasificación finalmente.
En negrita aparecen los equipos clasificados, y en cursiva los que disputaron un partido de desempate o de play-off.

## Grupo 1
| Equipo  | Pts | PJ | PG | PE | PP | GF | GC | Dif |
| ------- | --- | -- | -- | -- | -- | -- | -- | --- |
| Suecia  | 8   | 6  | 3  | 2  | 1  | 15 | 8  | 7   |
| Austria | 8   | 6  | 3  | 2  | 1  | 14 | 7  | 7   |
| Hungría | 8   | 6  | 2  | 4  | 0  | 12 | 7  | 5   |
| Malta   | 0   | 6  | 0  | 0  | 6  | 1  | 20 | -19 |

| Partido | Partido            | Partido | Partido            | Partido | Lugar      | Estadio       | Publico | Fecha                   |
| Malta   | Bandera de Malta   | 0:2     | Bandera de Hungría | Hungría | Gzira      | Imperial      | 9.231   | 14 de noviembre de 1971 |
| Austria | Bandera de Austria | 4:0     | Bandera de Malta   | Malta   | Viena      | Ernst Happel  | 16.081  | 30 de abril de 1972     |
| Hungría | Bandera de Hungría | 3:0     | Bandera de Malta   | Malta   | Budapest   | Ferenc Puskas | 5.646   | 6 de mayo de 1972       |
| Suecia  | Bandera de Suecia  | 0:0     | Bandera de Hungría | Hungría | Estocolmo  | Rasunda       | 28.598  | 25 de mayo de 1972      |
| Austria | Bandera de Austria | 2:0     | Bandera de Suecia  | Suecia  | Viena      | Ernst Happel  | 40.578  | 10 de junio de 1972     |
| Austria | Bandera de Austria | 2:2     | Bandera de Hungría | Hungría | Viena      | Ernst Happel  | 67.392  | 15 de octubre de 1972   |
| Suecia  | Bandera de Suecia  | 7:0     | Bandera de Malta   | Malta   | Gotemburgo | Ullevi        | 24.277  | 15 de octubre de 1972   |
| Malta   | Bandera de Malta   | 0:2     | Bandera de Austria | Austria | Gzira      | Imperial      | 4.382   | 25 de noviembre de 1972 |
| Hungría | Bandera de Hungría | 2:2     | Bandera de Austria | Austria | Budapest   | Ferenc Puskas | 72.068  | 29 de abril de 1973     |
| Suecia  | Bandera de Suecia  | 3:2     | Bandera de Austria | Austria | Gotemburgo | Ullevi        | 56.225  | 23 de mayo de 1973      |
| Hungría | Bandera de Hungría | 3:3     | Bandera de Suecia  | Suecia  | Budapest   | Ferenc Puskas | 73.070  | 13 de junio de 1973     |
| Malta   | Bandera de Malta   | 1:2     | Bandera de Suecia  | Suecia  | Gzira      | Imperial      | 15.459  | 11 de noviembre de 1973 |

### Partido desempate
Austria y Suecia empataron en el primer lugar del grupo, con los mismos puntos y la misma diferencia de goles. Tras el partido de desempate, disputado en Gelsenkirchen (Alemania Occidental), Suecia consiguió su pase final al mundial.
| 27 de noviembre de 1973 | Suecia                            | 2:1 | Austria          | Parkstadion, Gelsenkirchen, Alemania Occidental      |                                                      |
|                         | Sandberg 12' · Larsson 28' (pen.) |     | Hattenberger 39' | Asistencia: 69.974 espectadores Árbitro(s): Glöckner | Asistencia: 69.974 espectadores Árbitro(s): Glöckner |

## Grupo 2
| Equipo     | Pts | PJ | PG | PE | PP | GF | GC | Dif |
| ---------- | --- | -- | -- | -- | -- | -- | -- | --- |
| Italia     | 10  | 6  | 4  | 2  | 0  | 12 | 0  | 12  |
| Turquía    | 6   | 6  | 2  | 2  | 2  | 5  | 3  | 2   |
| Suiza      | 6   | 6  | 2  | 2  | 2  | 2  | 4  | -2  |
| Luxemburgo | 2   | 6  | 1  | 0  | 5  | 2  | 14 | -12 |

| Partido    | Partido               | Partido | Partido               | Partido    | Lugar            | Estadio               | Publico | Fecha                    |
| Luxemburgo | Bandera de Luxemburgo | 0:4     | Bandera de Italia     | Italia     | Luxemburgo       | Josy Barthel          | 9.378   | 7 de octubre de 1972     |
| Suiza      | Bandera de Suiza      | 0:0     | Bandera de Italia     | Italia     | Berna            | Wankdorf              | 53.070  | 21 de octubre de 1972    |
| Luxemburgo | Bandera de Luxemburgo | 2:0     | Bandera de Turquía    | Turquía    | Esch sur Alzette | Stade de la Frontière | 3.960   | 22 de octubre de 1972    |
| Turquía    | Bandera de Turquía    | 3:0     | Bandera de Luxemburgo | Luxemburgo | Estambul         | BJK Inonu             | 36.805  | 10 de diciembre de 1972  |
| Italia     | Bandera de Italia     | 0:0     | Bandera de Turquía    | Turquía    | Nápoles          | San Paolo             | 60.800  | 13 de enero de 1973      |
| Turquía    | Bandera de Turquía    | 0:1     | Bandera de Italia     | Italia     | Estambul         | BJK Inonu             | 22.990  | 25 de febrero de 1973    |
| Italia     | Bandera de Italia     | 5:0     | Bandera de Luxemburgo | Luxemburgo | Génova           | Luigi Ferraris        | 40.430  | 31 de marzo de 1973      |
| Luxemburgo | Bandera de Luxemburgo | 0:1     | Bandera de Suiza      | Suiza      | Luxemburgo       | Josy Barthel          | 8.405   | 8 de abril de 1973       |
| Suiza      | Bandera de Suiza      | 0:0     | Bandera de Turquía    | Turquía    | Basilea          | St. Jakob Park        | 50.868  | 9 de mayo de 1973        |
| Suiza      | Bandera de Suiza      | 1:0     | Bandera de Luxemburgo | Luxemburgo | Lucerna          | Allmend               | 17.741  | 26 de septiembre de 1973 |
| Italia     | Bandera de Italia     | 2:0     | Bandera de Suiza      | Suiza      | Roma             | Olímpico              | 62.881  | 20 de octubre de 1973    |
| Turquía    | Bandera de Turquía    | 2:0     | Bandera de Suiza      | Suiza      | Esmirna          | Izmir Ataturk         | 67.126  | 18 de noviembre de 1973  |

## Grupo 3
| Equipo       | Pts | PJ | PG | PE | PP | GF | GC | Dif |
| ------------ | --- | -- | -- | -- | -- | -- | -- | --- |
| Países Bajos | 10  | 6  | 4  | 2  | 0  | 24 | 2  | 22  |
| Bélgica      | 10  | 6  | 4  | 2  | 0  | 12 | 0  | 12  |
| Noruega      | 4   | 6  | 2  | 0  | 4  | 9  | 16 | -7  |
| Islandia     | 0   | 6  | 0  | 0  | 6  | 2  | 29 | -27 |

| Partido      | Partido                     | Partido | Partido                     | Partido      | Lugar       | Estadio               | Publico | Fecha                    |
| Bélgica      | Bandera de Bélgica          | 4:0     | Bandera de Islandia         | Islandia     | Lieja       | Maurice Dufrasne      | 6.257   | 18 de mayo de 1972       |
| Islandia     | Bandera de Islandia         | 0:4     | Bandera de Bélgica          | Bélgica      | Brujas(*)   | Klokke                | 10.508  | 22 de mayo de 1972       |
| Noruega      | Bandera de Noruega          | 4:1     | Bandera de Islandia         | Islandia     | Stavanger   | Stavanger Stadion     | 11.000  | 3 de agosto de 1972      |
| Noruega      | Bandera de Noruega          | 0:2     | Bandera de Bélgica          | Bélgica      | Oslo        | Ullevaal              | 10.141  | 4 de octubre de 1972     |
| Países Bajos | Bandera de los Países Bajos | 9:0     | Bandera de Noruega          | Noruega      | Róterdam    | De Kuip               | 49.417  | 1 de noviembre de 1972   |
| Bélgica      | Bandera de Bélgica          | 0:0     | Bandera de los Países Bajos | Países Bajos | Amberes     | Bosuilstadion         | 54.293  | 19 de noviembre de 1972  |
| Islandia     | Bandera de Islandia         | 0:4     | Bandera de Noruega          | Noruega      | Reikiavik   | Laugardalsvollur      | 4.283   | 2 de agosto de 1973      |
| Países Bajos | Bandera de los Países Bajos | 5:0     | Bandera de Islandia         | Islandia     | Ámsterdam   | De Meer               | 17.213  | 22 de agosto de 1973     |
| Islandia     | Bandera de Islandia         | 1:8     | Bandera de los Países Bajos | Países Bajos | Deventer(*) | Adelaarshorst         | 23.000  | 29 de agosto de 1973     |
| Noruega      | Bandera de Noruega          | 1:2     | Bandera de los Países Bajos | Países Bajos | Oslo        | Ullevaal              | 19.241  | 12 de septiembre de 1973 |
| Bélgica      | Bandera de Bélgica          | 2:0     | Bandera de Noruega          | Noruega      | Bruselas    | Constant Vanden Stock | 14.303  | 31 de octubre de 1973    |
| Países Bajos | Bandera de los Países Bajos | 0:0     | Bandera de Bélgica          | Bélgica      | Ámsterdam   | Olímpico              | 62.847  | 18 de noviembre de 1973  |

(*) Islandia no pudo disputar sus encuentros contra Bélgica y Países Bajos como local en suelo islandés, por lo que se jugaron en Bélgica y en Países Bajos, respectivamente.

## Grupo 4
| Equipo               | Pts | PJ | PG | PE | PP | GF | GC | Dif |
| -------------------- | --- | -- | -- | -- | -- | -- | -- | --- |
| Alemania Democrática | 10  | 6  | 5  | 0  | 1  | 18 | 3  | 15  |
| Rumania              | 9   | 6  | 4  | 1  | 1  | 17 | 4  | 13  |
| Finlandia            | 3   | 6  | 1  | 1  | 4  | 3  | 21 | -18 |
| Albania              | 2   | 6  | 1  | 0  | 5  | 3  | 13 | -10 |

| Partido              | Partido                      | Partido | Partido                      | Partido              | Lugar      | Estadio        | Publico | Fecha                    |
| Finlandia            | Bandera de Finlandia         | 1:0     | Bandera de Albania           | Albania              | Helsinki   | Olímpico       | 1.431   | 21 de junio de 1972      |
| Finlandia            | Bandera de Finlandia         | 1:1     | Bandera de Rumania           | Rumania              | Helsinki   | Olímpico       | 5.519   | 20 de septiembre de 1972 |
| Alemania Democrática | Bandera de Alemania Oriental | 5:0     | Bandera de Finlandia         | Finlandia            | Dresde     | Dynamo         | 20.915  | 7 de octubre de 1972     |
| Rumania              | Bandera de Rumania           | 2:0     | Bandera de Albania           | Albania              | Bucarest   | Lia Manoliu    | 21.109  | 29 de octubre de 1972    |
| Alemania Democrática | Bandera de Alemania Oriental | 2:0     | Bandera de Albania           | Albania              | Magdeburgo | Ernst Grube    | 17.140  | 8 de abril de 1973       |
| Albania              | Bandera de Albania           | 1:4     | Bandera de Rumania           | Rumania              | Tirana     | Qemal Stafa    | 18.049  | 6 de mayo de 1973        |
| Rumania              | Bandera de Rumania           | 1:0     | Bandera de Alemania Oriental | Alemania Democrática | Bucarest   | Lia Manoliu    | 45.685  | 27 de mayo de 1973       |
| Finlandia            | Bandera de Finlandia         | 1:5     | Bandera de Alemania Oriental | Alemania Democrática | Tampere    | Ratina         | 6.099   | 6 de junio de 1973       |
| Alemania Democrática | Bandera de Alemania Oriental | 2:0     | Bandera de Rumania           | Rumania              | Leipzig    | Zentralstadion | 77.764  | 26 de septiembre de 1973 |
| Albania              | Bandera de Albania           | 1:0     | Bandera de Finlandia         | Finlandia            | Tirana     | Qemal Stafa    | 16.581  | 10 de octubre de 1973    |
| Rumania              | Bandera de Rumania           | 9:0     | Bandera de Finlandia         | Finlandia            | Bucarest   | Lia Manoliu    | 13.525  | 14 de octubre de 1973    |
| Albania              | Bandera de Albania           | 1:4     | Bandera de Alemania Oriental | Alemania Democrática | Tirana     | Qemal Stafa    | 16.157  | 3 de noviembre de 1973   |

## Grupo 5
| Equipo     | Pts | PJ | PG | PE | PP | GF | GC | Dif |
| ---------- | --- | -- | -- | -- | -- | -- | -- | --- |
| Polonia    | 5   | 4  | 2  | 1  | 1  | 6  | 3  | 3   |
| Inglaterra | 4   | 4  | 1  | 2  | 1  | 3  | 4  | -1  |
| Gales      | 3   | 4  | 1  | 1  | 2  | 3  | 5  | -2  |

| Partido    | Partido               | Partido | Partido               | Partido    | Lugar   | Estadio     | Publico | Fecha                    |
| Gales      | Bandera de Gales      | 0:1     | Bandera de Inglaterra | Inglaterra | Cardiff | Ninian Park | 36.384  | 15 de noviembre de 1972  |
| Inglaterra | Bandera de Inglaterra | 1:1     | Bandera de Gales      | Gales      | Londres | Wembley     | 62.273  | 24 de enero de 1973      |
| Gales      | Bandera de Gales      | 2:0     | Bandera de Polonia    | Polonia    | Cardiff | Ninian Park | 12.753  | 28 de marzo de 1973      |
| Polonia    | Bandera de Polonia    | 2:0     | Bandera de Inglaterra | Inglaterra | Chorzów | Silesia     | 73.714  | 6 de junio de 1973       |
| Polonia    | Bandera de Polonia    | 3:0     | Bandera de Gales      | Gales      | Chorzów | Silesia     | 70.181  | 26 de septiembre de 1973 |
| Inglaterra | Bandera de Inglaterra | 1:1     | Bandera de Polonia    | Polonia    | Londres | Wembley     | 90.587  | 17 de octubre de 1973    |

## Grupo 6
| Equipo            | Pts | PJ | PG | PE | PP | GF | GC | Dif |
| ----------------- | --- | -- | -- | -- | -- | -- | -- | --- |
| Bulgaria          | 10  | 6  | 4  | 2  | 0  | 13 | 3  | 10  |
| Portugal          | 7   | 6  | 2  | 3  | 1  | 10 | 6  | 4   |
| Irlanda del Norte | 5   | 6  | 1  | 3  | 2  | 5  | 6  | -1  |
| Chipre            | 2   | 6  | 1  | 0  | 5  | 1  | 14 | -13 |

| Partido           | Partido                      | Partido | Partido                      | Partido           | Lugar        | Estadio        | Publico | Fecha                    |
| Portugal          | Bandera de Portugal          | 4:0     | Bandera de Chipre            | Chipre            | Lisboa       | Da Luz         | 5.801   | 29 de marzo de 1972      |
| Chipre            | Bandera de Chipre            | 0:1     | Bandera de Portugal          | Portugal          | Nicosia      | GSP            | 7.643   | 10 de mayo de 1972       |
| Bulgaria          | Bandera de Bulgaria          | 3:0     | Bandera de Irlanda del Norte | Irlanda del Norte | Sofía        | Vasil Levski   | 40.000  | 18 de octubre de 1972    |
| Chipre            | Bandera de Chipre            | 0:4     | Bandera de Bulgaria          | Bulgaria          | Limassol     | Tsirio         | 5.731   | 19 de noviembre de 1972  |
| Chipre            | Bandera de Chipre            | 1:0     | Bandera de Irlanda del Norte | Irlanda del Norte | Nicosia      | GSP            | 5.328   | 14 de febrero de 1973    |
| Irlanda del Norte | Bandera de Irlanda del Norte | 1:1     | Bandera de Portugal          | Portugal          | Coventry(*)  | Highfield Road | 11.238  | 28 de marzo de 1973      |
| Bulgaria          | Bandera de Bulgaria          | 2:1     | Bandera de Portugal          | Portugal          | Sofía        | Vasil Levski   | 49.300  | 2 de mayo de 1973        |
| Irlanda del Norte | Bandera de Irlanda del Norte | 3:0     | Bandera de Chipre            | Chipre            | Londres(*)   | Craven Cottage | 6.090   | 8 de mayo de 1973        |
| Irlanda del Norte | Bandera de Irlanda del Norte | 0:0     | Bandera de Bulgaria          | Bulgaria          | Sheffield(*) | Hillsborough   | 6.206   | 26 de septiembre de 1973 |
| Portugal          | Bandera de Portugal          | 2:2     | Bandera de Bulgaria          | Bulgaria          | Lisboa       | Da Luz         | 13 000  | 13 de octubre de 1973    |
| Portugal          | Bandera de Portugal          | 1:1     | Bandera de Irlanda del Norte | Irlanda del Norte | Lisboa       | Da Luz         | 6.713   | 14 de noviembre de 1973  |
| Bulgaria          | Bandera de Bulgaria          | 2:0     | Bandera de Chipre            | Chipre            | Sofía        | Vasil Levski   | 17.400  | 18 de noviembre de 1973  |

(*) Irlanda del Norte tuvo que jugar sus partidos como local en Inglaterra.

## Grupo 7
| Equipo     | Pts | PJ | PG | PE | PP | GF | GC | Dif |
| ---------- | --- | -- | -- | -- | -- | -- | -- | --- |
| Yugoslavia | 6   | 4  | 2  | 2  | 0  | 7  | 4  | 3   |
| España     | 6   | 4  | 2  | 2  | 0  | 8  | 5  | 3   |
| Grecia     | 0   | 4  | 0  | 0  | 4  | 5  | 11 | -6  |

| Partido    | Partido               | Partido | Partido               | Partido    | Lugar      | Estadio              | Publico | Fecha                   |
| España     | Bandera de España     | 2:2     | Bandera de Yugoslavia | Yugoslavia | Las Palmas | Insular              | 14.161  | 19 de octubre de 1972   |
| Yugoslavia | Bandera de Yugoslavia | 1:0     | Bandera de Grecia     | Grecia     | Belgrado   | Estrella Roja        | 60.104  | 18 de noviembre de 1972 |
| Grecia     | Bandera de Grecia     | 2:3     | Bandera de España     | España     | Atenas     | Apostolos Nikolaidis | 16.579  | 17 de enero de 1973     |
| España     | Bandera de España     | 3:1     | Bandera de Grecia     | Grecia     | Málaga     | La Rosaleda          | 20.569  | 21 de febrero de 1973   |
| Yugoslavia | Bandera de Yugoslavia | 0:0     | Bandera de España     | España     | Zagreb     | Maksimir             | 61.010  | 21 de octubre de 1973   |
| Grecia     | Bandera de Grecia     | 2:4     | Bandera de Yugoslavia | Yugoslavia | Atenas     | Georgios Karaiskakis | 7.768   | 19 de diciembre de 1973 |

### Partido desempate
Yugoslavia y España empataron en el primer lugar del grupo, con los mismos puntos y la misma diferencia de goles. Tras el partido de desempate, disputado en Fráncfort (Alemania), Yugoslavia consiguió su pase final al mundial.
| 13 de febrero de 1974 | Yugoslavia     | 1:0 | España | Waldstadion, Fráncfort, Alemania Occidental        |                                                    |
|                       | Katalinski 10' |     |        | Asistencia: 63.000 espectadores Árbitro(s): Loraux | Asistencia: 63.000 espectadores Árbitro(s): Loraux |

## Grupo 8
| Equipo         | Pts | PJ | PG | PE | PP | GF | GC | Dif |
| -------------- | --- | -- | -- | -- | -- | -- | -- | --- |
| Escocia        | 6   | 4  | 3  | 0  | 1  | 8  | 3  | 5   |
| Checoslovaquia | 5   | 4  | 2  | 1  | 1  | 9  | 3  | 6   |
| Dinamarca      | 1   | 4  | 0  | 1  | 3  | 2  | 13 | -11 |

| Partido        | Partido                   | Partido | Partido                   | Partido        | Lugar      | Estadio       | Publico | Fecha                    |
| Dinamarca      | Bandera de Dinamarca      | 1:4     | Bandera de Escocia        | Escocia        | Copenhague | Idrottsparken | 31.200  | 18 de octubre de 1972    |
| Escocia        | Bandera de Escocia        | 2:0     | Bandera de Dinamarca      | Dinamarca      | Glasgow    | Hampden Park  | 47.109  | 15 de noviembre de 1972  |
| Dinamarca      | Bandera de Dinamarca      | 1:1     | Bandera de Checoslovaquia | Checoslovaquia | Copenhague | Idrottsparken | 19.942  | 2 de mayo de 1973        |
| Checoslovaquia | Bandera de Checoslovaquia | 6:0     | Bandera de Dinamarca      | Dinamarca      | Praga      | Strahov       | 17.432  | 6 de junio de 1973       |
| Escocia        | Bandera de Escocia        | 2:1     | Bandera de Checoslovaquia | Checoslovaquia | Glasgow    | Hampden Park  | 95.786  | 26 de septiembre de 1973 |
| Checoslovaquia | Bandera de Checoslovaquia | 1:0     | Bandera de Escocia        | Escocia        | Bratislava | Tehelne Pole  | 13.668  | 17 de octubre de 1973    |

## Grupo 9
| Equipo          | Pts | PJ | PG | PE | PP | GF | GC | Dif |
| --------------- | --- | -- | -- | -- | -- | -- | -- | --- |
| Unión Soviética | 6   | 4  | 3  | 0  | 1  | 5  | 2  | 3   |
| Irlanda         | 3   | 4  | 1  | 1  | 2  | 4  | 5  | -1  |
| Francia         | 3   | 4  | 1  | 1  | 2  | 3  | 5  | -2  |

| Partido         | Partido                       | Partido | Partido                       | Partido         | Lugar  | Estadio          | Publico | Fecha                   |
| Francia         | Bandera de Francia            | 1:0     | Bandera de la Unión Soviética | Unión Soviética | París  | Parc des Princes | 29.746  | 13 de octubre de 1972   |
| Irlanda         | Bandera de Irlanda            | 1:2     | Bandera de la Unión Soviética | Unión Soviética | Dublín | Lansdowne Road   | 27.656  | 18 de octubre de 1972   |
| Irlanda         | Bandera de Irlanda            | 2:1     | Bandera de Francia            | Francia         | Dublín | Dalymount Park   | 26.511  | 15 de noviembre de 1972 |
| Unión Soviética | Bandera de la Unión Soviética | 1:0     | Bandera de Irlanda            | Irlanda         | Moscú  | Luzhniki         | 65.527  | 13 de mayo de 1973      |
| Francia         | Bandera de Francia            | 1:1     | Bandera de Irlanda            | Irlanda         | París  | Parc des Princes | 28.405  | 19 de mayo de 1973      |
| Unión Soviética | Bandera de la Unión Soviética | 2:0     | Bandera de Francia            | Francia         | Moscú  | Luzhniki         | 76.604  | 26 de mayo de 1973      |

### Play-off intercontinental UEFA/Conmebol
La Unión Soviética se clasificó para disputar la última media plaza correspondiente a la UEFA. Para conseguir el pase final se enfrentó a Chile, representante de la zona Sudamericana. El play-off estaba previsto disputarse a doble partido, de ida y vuelta, pero la Unión Soviética se negó a jugar la vuelta en Chile, por su desacuerdo con el golpe de Estado recientemente producido en el país y la FIFA le dio por ganada la eliminatoria a Chile.
| 26 de septiembre de 1973 | Unión Soviética | 0:0 | Chile | Estadio Central Lenin, Moscú                                |  |
|                          |                 |     |       | Asistencia: 60.000 espectadores Árbitro(s): Armando Marques |  |

## Clasificados
| Alemania Federal           | Alemania Democrática |          | Bandera de Escocia | Italia |
| Alemania Federal Anfitrión | Alemania Democrática | Bulgaria | Escocia            | Italia |
| -------------------------- | -------------------- | -------- | ------------------ | ------ |

| Países Bajos | Polonia | Suecia | Yugoslavia |
| Países Bajos | Polonia | Suecia | Yugoslavia |
| ------------ | ------- | ------ | ---------- |

| Predecesor: México 1970 | Clasificación de UEFA para la Copa Mundial de Fútbol Alemania Federal 1974 | Sucesor: Argentina 1978 |

- Datos: Q1208403